# Ze Live !!
Albums de Zazie
La Zizanie
(2001) Rodéo
(2004)
Ze Live !! est le deuxième album et DVD live de Zazie, sorti le 23 avril 2003 sur le label Mercury Records. Il est enregistré les 24 et 25 janvier 2003, lors de la série de spectacles Zazie squatte le Bataclan.
En effet, durant deux mois, Zazie s'approprie le Bataclan pour des concerts intimistes avec une scène décorée de manière adéquate, avec des objets insolites et familiers. S'ensuivra à travers la France et la Belgique une tournée de plus de 30 dates : Zazie sème la Zizanie, rappel de son précédent album studio, La Zizanie.
Le concert de la chanteuse est précédé en première partie par celui de Vincent Baguian, qui reviendra sur scène en cours de concert pour interpréter en duo la chanson Je ne t'aime pas.
L'album est vendu à 120 000 exemplaires.

## Liste des titres de l'album
| 1.  | Intro                                          | 1:16 |
| 2.  | Larsen                                         | 4:58 |
| 3.  | Cheese                                         | 4:38 |
| 4.  | Zen                                            | 4:31 |
| 5.  | Un point c'est toi                             | 5:04 |
| 6.  | La Zizanie                                     | 5:59 |
| 7.  | Aux armes citoyennes                           | 4:56 |
| 8.  | On éteint                                      | 4:27 |
| 9.  | La Vie devant moi                              | 4:18 |
| 10. | Dans la lune (en duo avec Fabien Cahen)        | 4:13 |
| 11. | Tous des anges                                 | 6:22 |
| 12. | Je ne t'aime pas (en duo avec Vincent Baguian) | 4:18 |
| 13. | À ma place (en duo avec Axel Bauer)            | 5:26 |

| Disque 2 | Disque 2             | Disque 2 | Disque 2 | Disque 2 | Disque 2 | Disque 2 | Disque 2 | Disque 2 | Disque 2 |
| No       | Titre                | Durée    |          |          |          |          |          |          |          |
| -------- | -------------------- | -------- | -------- | -------- | -------- | -------- | -------- | -------- | -------- |
| 1.       | Chanson d'ami        | 4:09     |          |          |          |          |          |          |          |
| 2.       | Au diable nos adieux | 4:57     |          |          |          |          |          |          |          |
| 3.       | La Fan de sa vie     | 4:21     |          |          |          |          |          |          |          |
| 4.       | Sur toi              | 4:12     |          |          |          |          |          |          |          |
| 5.       | Danse avec les loops | 5:06     |          |          |          |          |          |          |          |
| 6.       | Adam & Yves          | 4:57     |          |          |          |          |          |          |          |
| 7.       | Tout le monde        | 5:50     |          |          |          |          |          |          |          |
| 8.       | Si j'étais moi       | 5:21     |          |          |          |          |          |          |          |
| 9.       | Rue de la paix       | 5:31     |          |          |          |          |          |          |          |
| 10.      | 3 p'tits tours       | 8:00     |          |          |          |          |          |          |          |
| 1h52     |                      |          |          |          |          |          |          |          |          |

## Éditions
2 versions DVD sont également parues, au format Pal 16/9 sans code régional (zone ALL) avec piste Dolby Digital stéréo et 5.1 ainsi que dts 5.1 pour le concert :
- Une édition simple, reprenant les mêmes morceaux dans le même ordre que l'édition musicale, excepté les duos du CD 1 qui se retrouvent ici en bonus.
- Une édition Collector, avec le même DVD accompagné d'un second DVD de clips et autres bonus sur l'album La Zizanie et le concert.